# Іван і Коломбіна
«Іван і Коломбіна» (рос. «Иван и Коломбина») — радянський художній фільм 1977 року, знятий на кіностудії «Ленфільм».

## Сюжет
Герой фільму повернувся додому з армії. Він не особливо роздумував над сенсом життя, що тільки починається: прийшов в автоколону і відразу ж сів за кермо бувалої машини…

## У ролях
- Олександр Харитонов — Іван Чепрасов
- Олена Циплакова — Анка
- Юрій Орлов — Тимофій
- Ірина Муравйова — Валентина
- Володимир Басов — комірник
- Костянтин Сорокін — Єгорович
- Наталія Крачковська — епізод
- Ігор Лєдогоров — Спиридонов
- Віктор Фокін — Гвоздьов
- Геннадій Юхтін — Сударін
- Юрій Соловйов — епізод

## Знімальна група
- Режисер — Валерій Чечунов
- Сценаристи — Віль Ліпатов, Валерій Прийомихов
- Оператор — Костянтин Рижов
- Композитор — Сергій Слонімський
- Художник — Борис Бурмістров